# Орегонская мерлуза
Орегонская мерлуза, или тихоокеанская северная мерлуза (лат. Merluccius productus), — вид лучепёрых рыб из семейства мерлузовых (Merlucciidae). Морские бентопелагические рыбы. Распространены в восточной части Тихого океана. Максимальная длина тела 91 см.

## Описание
Тело удлинённое, несколько сжатое с боков, покрыто мелкой циклоидной чешуёй. Высота тела укладывается около 5 раз в стандартную длину тела. Голова относительно короткая, уплощена в дорсовентральном направлении, её длина укладывается 3,5—4,0 раза в стандартную длину тела. Верхний профиль головы прямой. Глаз большой, его диаметр составляет 16,1—22,6% длины головы. Чешуя на назальной мембране, щеках и предкрышке отсутствует. Рот конечный, косой. Нижняя челюсть немного выдаётся вперёд. Подбородочный усик отсутствует. Зубы на обеих челюстях острые, клыковидные; расположены в два ряда. Есть зубы на сошнике. Рыло вытянутое, его длина равна 31,3—35,4 % длины головы. Ширина межглазничного расстояния составляет 24,0—28,8 % длины головы. Жаберные тычинки длинные и тонкие, с заострёнными окончаниями; на первой жаберной дуге 18—23 тычинок, из них на верхней части 3—6, а на нижней 14—17. Два спинных плавника. Первый спинной плавник с коротким основанием, треугольной формы, одним колючим и 17—13 мягкими лучами. Во втором спином плавнике 37—44 мягких лучей; в задней трети плавника находится небольшая выемка. Анальный плавник с 39—44 мягкими лучами, расположен напротив второго спинного плавника и имеет сходную форму. Первый спинной плавник выше второго спинного плавника. Второй спинной плавник и анальный плавники в задней части после выемки равны или немного выше, чем в передней. Грудные плавники с 14—17 мягкими лучами, их окончания заходят за начало анального плавника. Брюшные плавники расположены перед грудными. Хвостовой плавник с небольшой выемкой. Боковая линия с 125—144 чешуйками, отстоит далеко от верхнего профиля тела, почти прямая, несколько приподнята в передней части. Позвонков 50—55. Тело серебристо-серое, немного темнее на спине; брюхо беловатое.

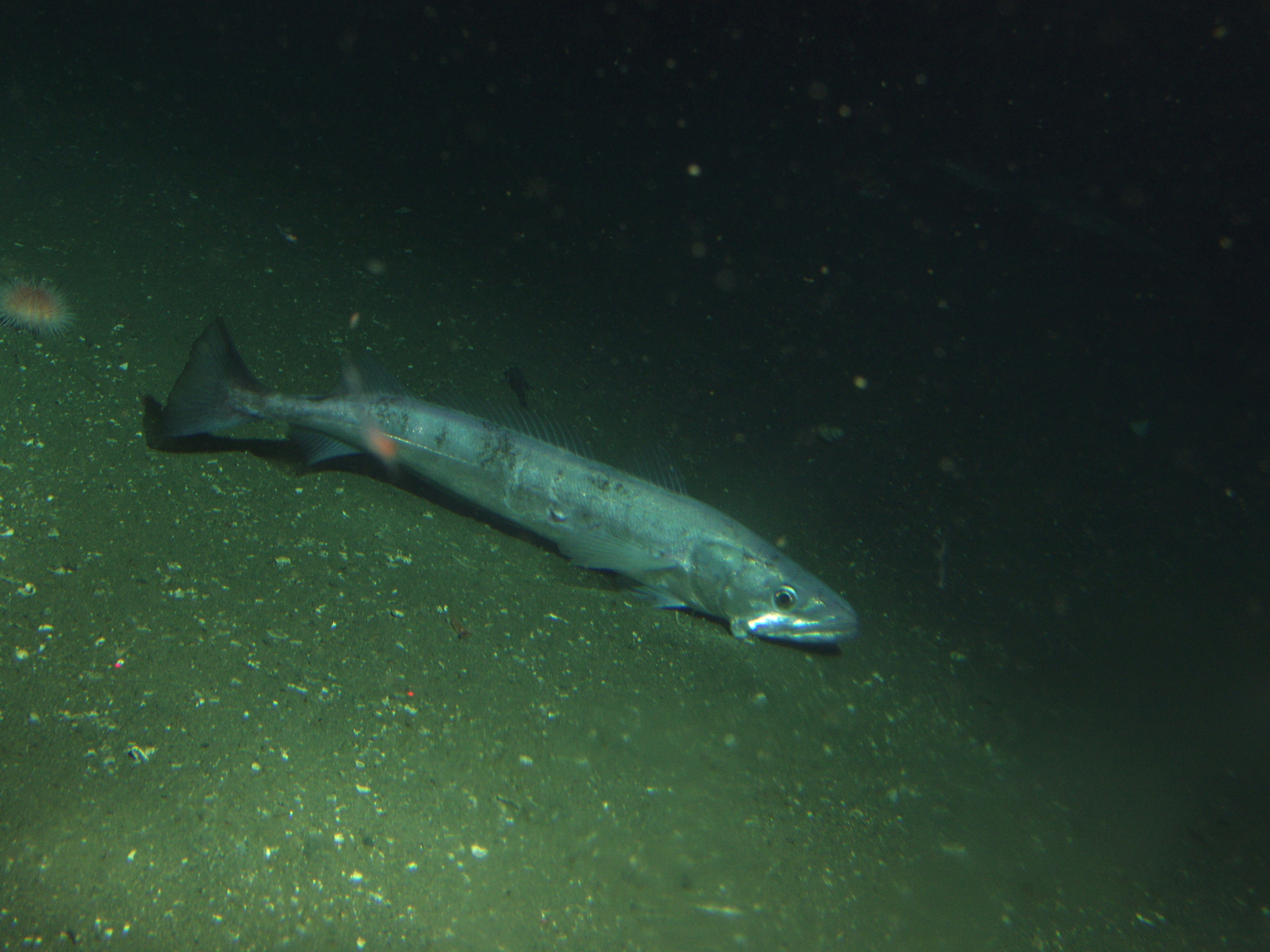

Максимальная длина тела 91 см, обычно до 60 см; масса тела — до 1,2 кг. 

## Биология
Морские бентопелагические стайные рыбы. Обитают на континентальном шельфе и склоне на глубине от нескольких метров до 1000 м. Заходят в предустьевые участки заливов и эстуарии. Совершают суточные вертикальные миграции, поднимаясь в ночные часы ото дна в толщу воды.
Молодь питается копеподами и эуфаузиидами. В состав рациона взрослых особей входят рыбы (сельдевые, анчоусовые, корюшки и др.), ракообразные и кальмары. Для крупных особей характерен каннибализм.
Самцы и самки орегонской мерлузы в популяциях, обитающих южнее 28 45 с. ш., впервые созревают в возрасте 2 года при длине тела около 22 см. В северных популяциях (севернее 29 с. ш.) созревают при длине тела от 35 до 45 см в возрасте 3—4 года. Нерестятся вдали от берега на глубине 130—150 м. Нерест порционный, нерестовый сезон растянут с января до июня с пиком нереста в феврале — марте. Плодовитость варьирует от 46 до 500 тысяч икринок. Икра пелагическая. Инкубационный период продолжается от двух до 14 дней в зависимости от температуры воды. Скорость роста в первые годы жизни довольно высокая. Продолжительность жизни — до 20 лет, но обычно не превышает 12 лет.

## Ареал
Распространены в восточной части Тихого океана от острова Ванкувер до северной части Калифорнийского залива, главным образом между 23 и 48° с. ш. Обнаружены у островов Ревилья-Хихедо.

## Взаимодействие с человеком
Ценная промысловая рыба. Мировые уловы в 2000—2011 гг. варьировали от 187,7 до 364 тыс. тонн. Основными странами, ведущими промысел орегонской мерлузы, являются США и Канада. Ловят разноглубинными тралами. Хорошая столовая рыба. Реализуется в мороженом виде.